# Operación Horeb
La Operación Horeb (en hebreo: מבצע חורב‎, transliteración: Mivtzá Horeb) fue una ofensiva a gran escala contra el ejército egipcio en el oeste de Néguev, al final de la Guerra de Independencia de Israel. Su objetivo era atrapar el ejército egipcio en la Franja de Gaza. La operación comenzó el 22 de diciembre de 1948 y terminó el 7 de enero de 1949, después de que los británicos amenazaron con intervenir. A pesar de no alcanzar todos los objetivos, la operación fue un éxito israelí.
Horeb es el nombre dado en las Escrituras al monte Sinaí, donde los israelitas acamparon durante un año (Éxodo 3:1 y Salmos 106:19). Actualmente, usualmente es llamado Jebel Musa (Monte de Moisés en árabe).

## Objetivos

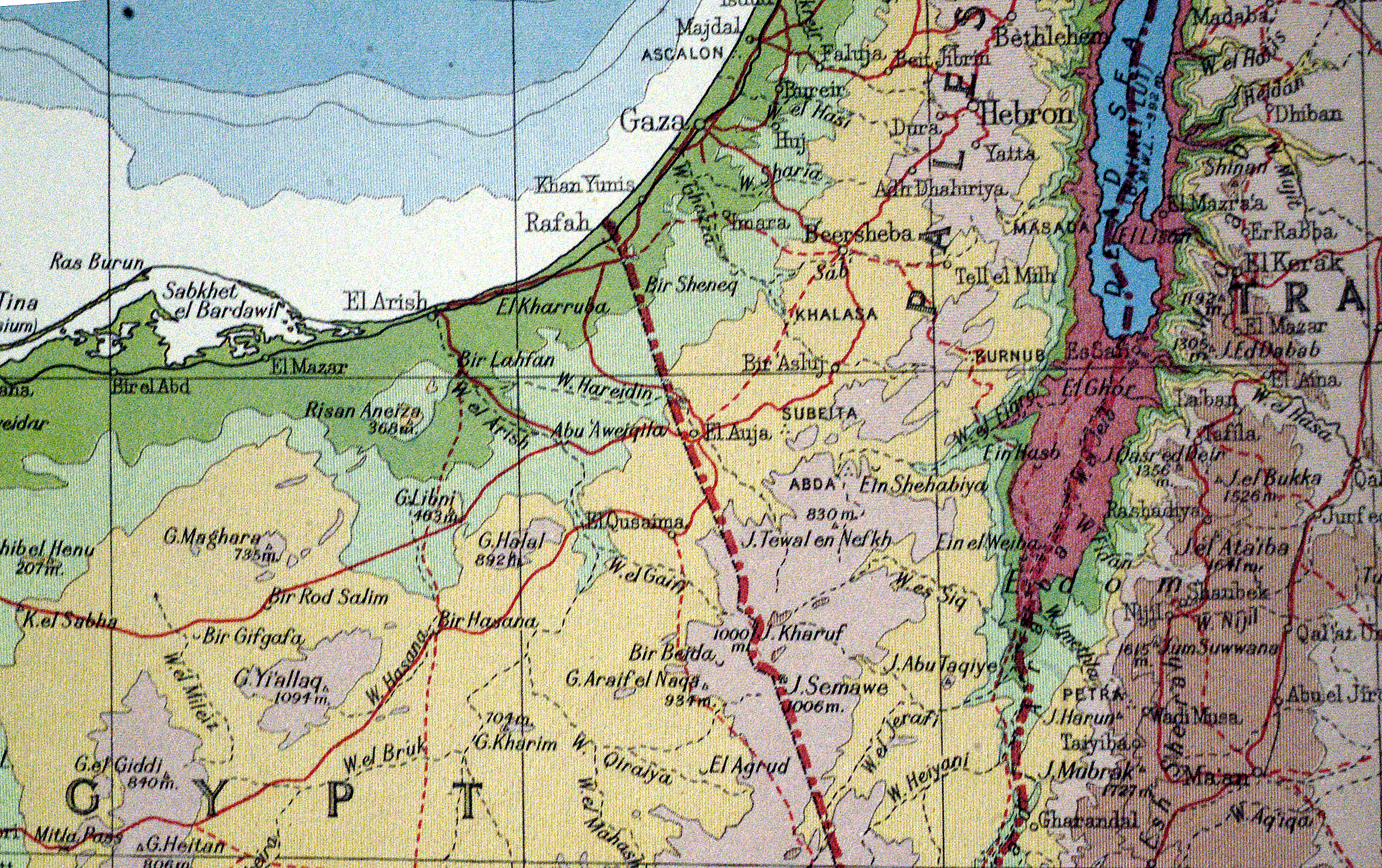
Carreteras de al Auja a Rafah y El-Arish.

El principal objetivo de la ofensiva eran las unidades del ejército egipcio que defendían al-Auja en la frontera entre el antiguo mandato británico y Egipto. A partir de ahí, el objetivo central eran las bases del ejército egipcio en El-Arish. Este movimiento atraparía a la mayoría del ejército egipcio en la Franja de Gaza.
El comandante de la operación fue Yigal Alón. Cinco brigadas israelíes estuvieron involucradas: la 8.ª Brigada Blindada, comandada por Yitzhak Sadeh; la Brigada del Néguev; la Brigada Golani; la Brigada Harel; y la Brigada Alexandroni. Su misión era mantener el asedio de la fuerte brigada egipcia, de 4.000 soldados, en Faluja. Los egipcios tenían otras dos brigadas en la zona de Gaza; y otra brigada más, cerca de la frontera, próxima a El-Arish.

## La campaña

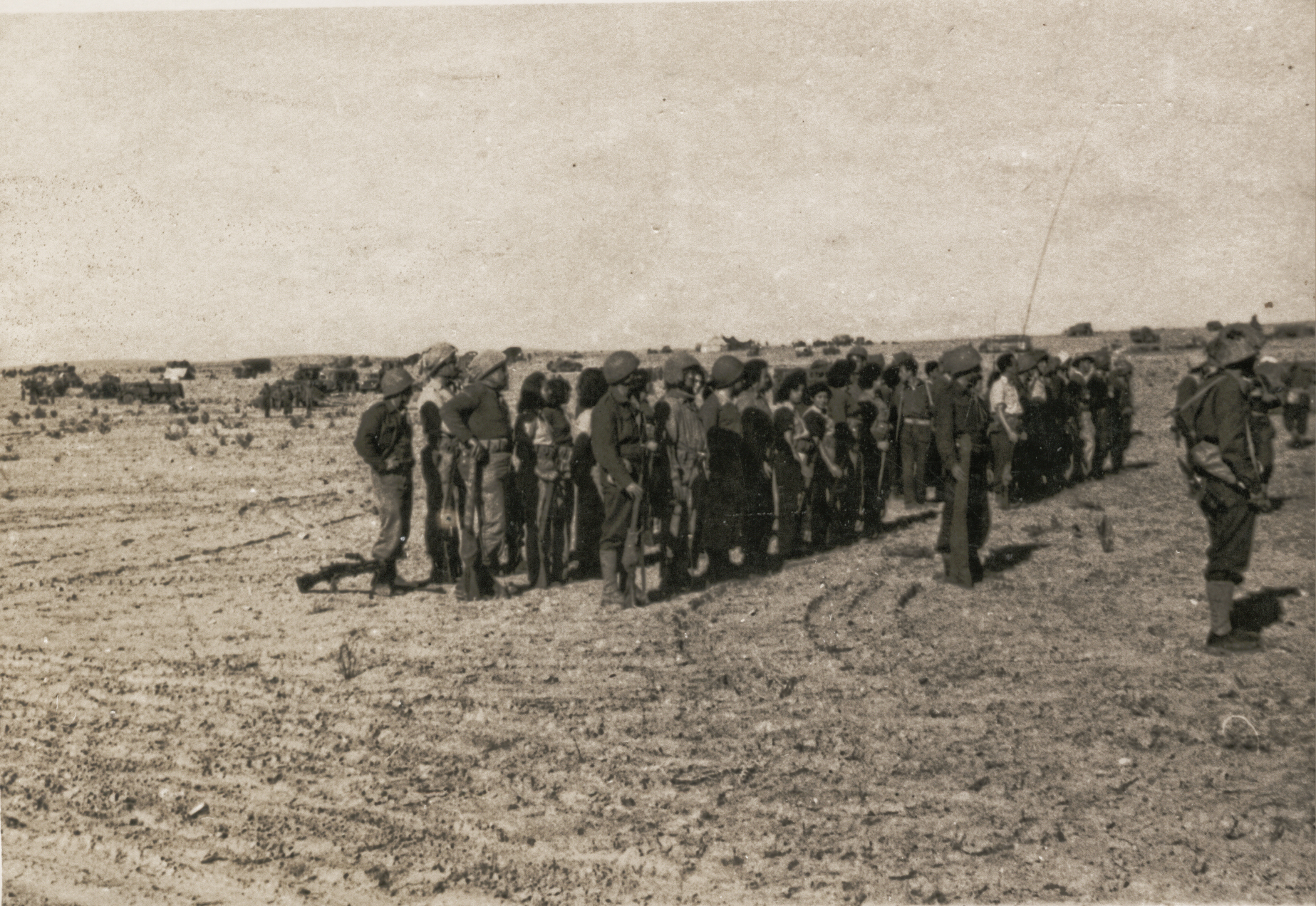
Batallón israelí luchando en la operación Horeb.

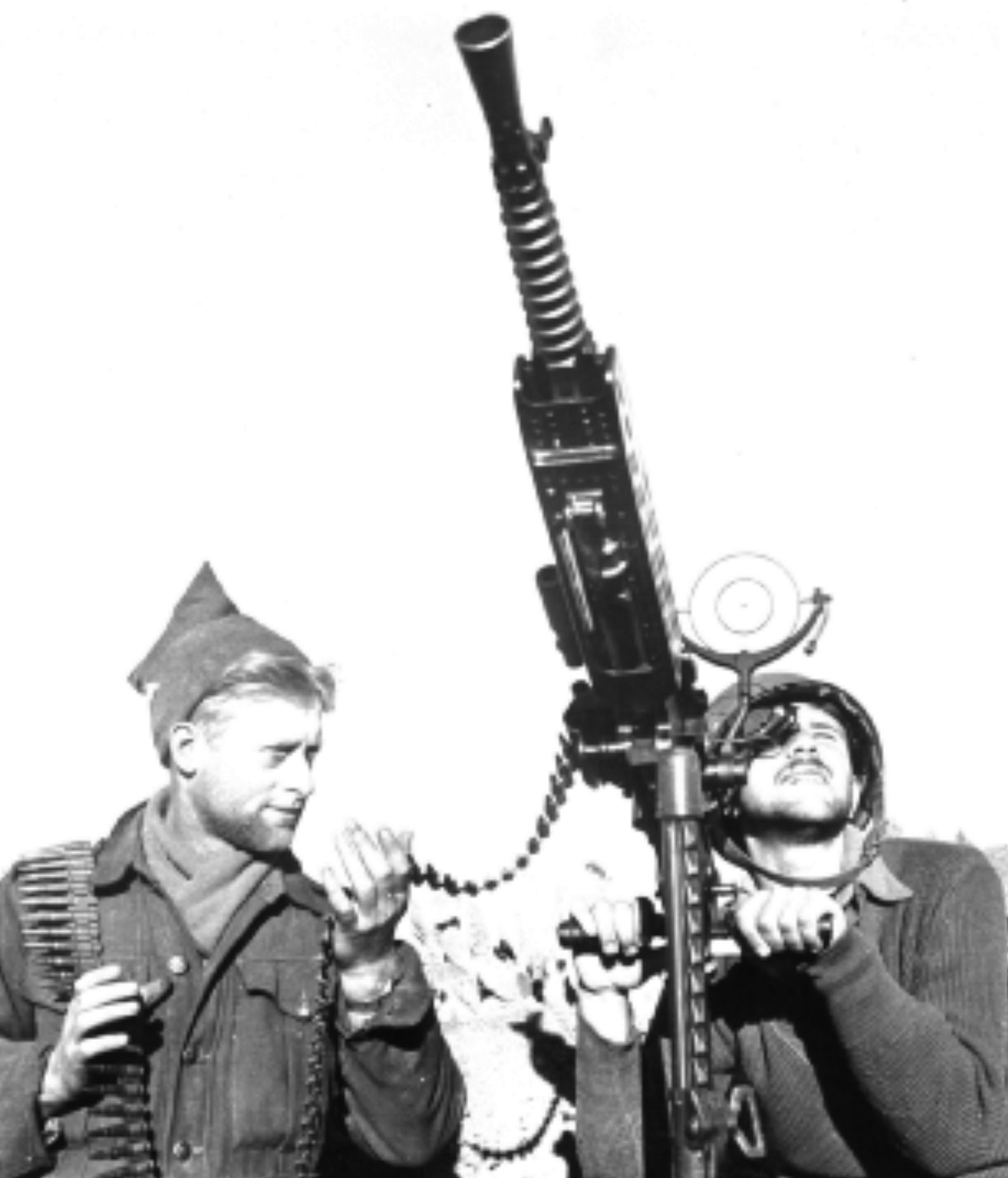
Un puesto israelí de ametralladoras durante la operación Horeb.

El 22 de diciembre, un batallón de la Brigada Golani lanzó un ataque de distracción en posiciones cercanas a la carretera Gaza-Rafah. En preparación para la ofensiva, el ejército israelí había sido capaz de despejar una ruta por el desierto, sin pasar por las defensas en Beerseba, a la carretera al-Auja. El 27 de diciembre de 1948, la Brigada Acorazada atacó inesperadamente al-Auja. Después de 24 horas de combate, los egipcios, en desorden, se rindieron. Con esta victoria, Alón se dio cuenta de que no quedaban defensas egipcias al oeste de El-Arish y se preparó para capturar toda la península del Sinaí. La brigada de Néguev siguió a los tanques de la 8.ª Brigada a través de la frontera con Egipto en la noche del 28 de diciembre y se dirigió hacia El-Arish. El 30 de diciembre de 1948, se encontraban en las afueras del campo de aviación de la ciudad. Al mismo tiempo, las unidades de la Brigada Harel se trasladaron más al oeste en el Sinaí. El 29 de diciembre, el Consejo de Seguridad de Naciones Unidas ordenó un alto el fuego.

## Resultado
Antes de que pudiera completar su objetivo, Alón recibió órdenes del primer ministro de Israel, David Ben-Gurión, de retirarse de Egipto inmediatamente. El Gobierno británico había amenazado con invocar el Tratado Anglo-Egipcio de Amistad de 1936 y participar directamente. Protestando, pero ante la insistencia de Ben-Gurión, los israelíes se retiraron. El 3 de enero se puso en marcha un ataque contra las defensas egipcias en Rafah, con el mismo objetivo de atrapar al ejército egipcio. Después de tres días de combates en torno a Rafah, el gobierno egipcio anunció el 6 de enero de 1949 que estaba dispuesto a entrar en negociaciones de armisticio. Ese mismo día, la Fuerza Aérea de Israel derribó cinco Spitfires británicos mientras patrullaban en la zona, matando a dos pilotos y capturando a dos más. Los británicos trasladaron refuerzos hacia Aqaba. A pesar de las protestas del ejército, Israel aceptó el alto el fuego el 7 de enero.
En el acuerdo de armisticio, al-Auja se convirtió en una zona desmilitarizada.